# Heilig-Geist-Kirche (Regen)

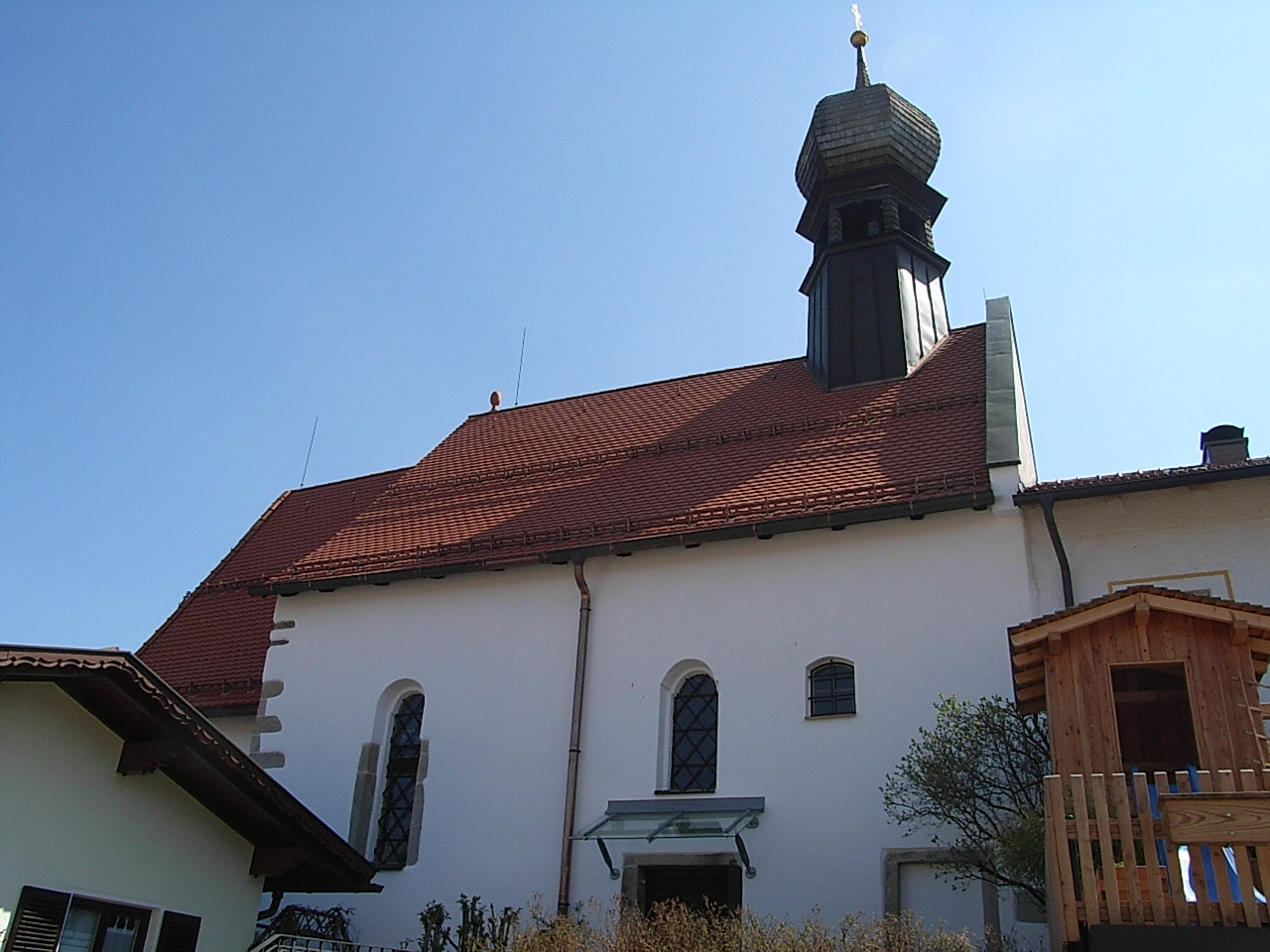
Die Heilig-Geist-Kirche in Regen

Die Heilig-Geist-Kirche ist eine ehemalige Spitalkirche an der Heilig-Geist-Gasse 19 in Regen.
Die von Hans von Degenberg gestiftete Spitalkirche wurde von 1421 bis 1425 im spätgotischen Stil erbaut. Im 18. Jahrhundert erfuhr sie wesentliche Veränderungen. Sie erhielt eine barocke Ausstattung sowie einen Dachreiter.
Um 1425 wurde das Spital „Heilig-Geist“ erbaut, das zusammen mit der Kirche und dem Spitalhof die Ortschaft „Heilig Geist“ bildete. Der Ort unterstand der Herrschaft und ab Anfang des 17. Jahrhunderts dem herzoglichen Pfleggericht in Weißenstein. Bei der Bildung der Gemeinden im 19. Jahrhundert kam Heilig-Geist zur Gemeinde Eggenried. Erst am 1. Januar 1918 wurde Heilig-Geist in den damaligen Markt Regen eingemeindet.
Koordinaten: 48° 58′ 4″ N, 13° 7′ 40,5″ O